# Chauchailles
Chauchailles är en kommun i departementet Lozère i regionen Occitanien i södra Frankrike. Kommunen ligger i kantonen Fournels som tillhör arrondissementet Mende. År 2022 hade Chauchailles 80 invånare.

## Befolkningsutveckling
Antalet invånare i kommunen Chauchailles
| Referens: INSEE |